# Leptotyphlops telloi
Leptotyphlops telloi – endemiczny gatunek węża z rodziny węży nitkowatych (Leptotyphlopidae).
Gatunek ten osiąga długość do 16,5 cm. Ciało w kolorze czarnym.
Występuje w Afryce Południowej w górach Lebombo na granicy Mozambiku i Eswatini; być może występuje też na przyległych terenach RPA.